# Estación San Eladio
San Eladio es una estación de ferrocarril ubicada en el pequeño paraje del mismo nombre, en el Partido de Luján, Provincia de Buenos Aires, Argentina.

## Servicios
Fue construida por la Compañía General de Ferrocarriles en la Provincia de Buenos Aires en 1908, como parte de la vía que llegó a Rosario en ese mismo año. Actualmente no posee tráfico de trenes de ningún tipo, aunque circulan zorras de la Asociación Amigos del Belgrano utilizadas para la preservación de la traza. 

## Infraestructura
La estación se encuentra usurpada. El galpón todavía deja leer su nombre en uno de sus extremos oculto por los árboles.
Vale destacar que en todas las estaciones, y en aquellos tramos en donde el camino corre cerca de las vías, se aprecia la dimensión del trabajo de desmalezamiento y mantenimiento que realiza la gente de la Asociación Amigos del Belgrano.